# Donuca rubropicta
Donuca rubropicta är en fjärilsart som beskrevs av Butler 1874. Donuca rubropicta ingår i släktet Donuca och familjen nattflyn. Inga underarter finns listade i Catalogue of Life.